# Модернізація системи соціальної підтримки населення України

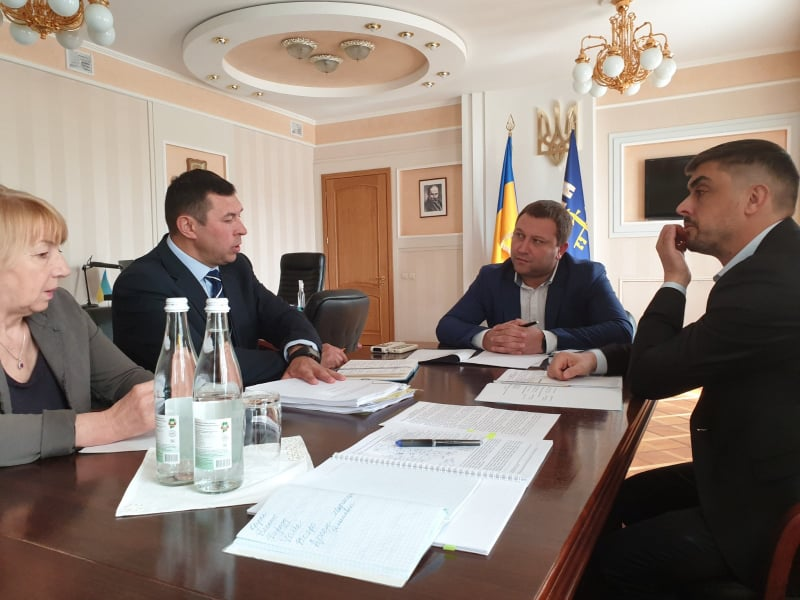
Керівник проекту «Реформування закладів інституційного догляду та виховання дітей у Тернопільській області» Володимир Кузьмінський під час зустрічі з головою обласної державної адміністрації Володимиром Трушем. Травень 2020.

«Модернізація системи соціальної підтримки населення України» — проєкт, який реалізує Міністерство соціальної політики України згідно з Угодою про позику між Україною та Світовим банком з 2014 року. Ця масштабна ініціатива, покликана реформувати українську соціальну сферу, включає в себе дослідження, розробку та впровадження кращих практик, навчання фахівців, розробку інформаційно-аналітичної системи соціального захисту населення тощо, та передбачає безліч субпроектів з різноманітними підрядниками.
Проект продовжив співпрацю вітчизняного Міністерства з міжнародними донорами, розпочату в рамках двох попередніх проектів — Фонд соціальних інвестицій (2002—2006 рр., 50 млн дол.) і Вдосконалення системи соціальної допомоги (2006—2008 рр., 100 млн дол., продовжений до 2013 року).

## Загальний опис проєкту
В рамках проєкту фінансуються:
1. удосконалення надання соціальної допомоги найбільш вразливим верствам населення;
2. підтримка адміністрування соціальних виплат і соцпослуг;
3. розвиток сімейних форм опіки дітей-сиріт та позбавлених батьківського піклування, а також соціальна підтримка сімей з дітьми, які перебувають у складних життєвих обставинах, для недопущення влаштування дітей у інтернатні заклади, попередження соціального сирітства та підвищення якості соціальних послуг, впровадження альтернативних форм опіки дітей та догляду дітей-інвалідів.

В рамках проекту передбачається:
- забезпечити розвиток інформаційно-комунікаційних технологій у сфері соціального захисту населення,
- побудова нової моделі надання соціальної підтримки населенню,
- реформування інституту соціального інспектора,
- виведення сімей із бідності та стимулювання їх до економічної незалежності,
- реформування дитячих інтернатних закладів, підвищення ролі громади у забезпеченні соціальних потреб та ін.

В ході проекту було проведено ряд важливих всеукраїнських досліджень: стосовно виявлення випадків помилок і шахрайства під час надання соціальної підтримки (2015 рік), з питань надання соціальних послуг дітям. 5 травня 2020 в рамках проекту «Модернізація системи соціальної підтримки населення України» підписана кредитна угода між Україною та Світовим банком для отримання додаткового фінансування у розмірі 150 мільйонів доларів США для розширення та вдосконалення соціальної допомоги сім'ям з низьким рівнем доходу.
Завдяки реформі інтернатів в Україні до життя вдома в сім'ї замість ночівлі в інтернатних установах за 2019 рік повернули вісім тисяч дітей.
Критика ходу реалізації проекту
Рахункова Палата України, що в межах своїх повноважень здійснює аудит проекту, систематично звітує про проблеми в його реалізації, починаючи з 2016 року. Чи не найбільш проблемним аспектом проекту є створення системи електронних реєстрів, інформаційно-аналітичної системи соціального захисту населення (також відомої як E-Social). Її розробка включалась як задача в попередній проект, Вдосконалення системи соціальної допомоги і досі так і не була реалізована, що неодноразово ставало предметом журналістських розслідувань.

## Реформування закладів інституційного догляду та виховання дітей у Тернопільській області
Тернопільщина — одна з чотирьох областей в Україні, де реалізовується пілотний проєкт «Розробка та впровадження регіонального плану стосовно збільшення обсягів надання послуг з догляду на сімейній основі (Реформування закладів інституційного догляду та виховання дітей у Тернопільській області)», що є частиною 3 проєкту «Модернізація системи соціальної підтримки населення України».
Його мета — зменшення кількості дітей, що цілодобово перебувають у закладах інституційного догляду і виховання (в інтернатах закладах усіх типів). Розпочався проект 4 січня 2019 року.
В рамках проєкту у 2019—2020 консорціум у складі Оксфорд Полісі Менеджмент Лімітед (Велика Британія), Міжнародна благодійна організація "Партнерство «Кожній дитині» Україна, СОС Кіндердорф Інтернешнл та Український фонд «Благополуччя дітей» консультують з питань проєкту «Розробка та впровадження регіонального плану стосовно збільшення обсягів надання послуг з догляду на сімейній основі (реформування інтернатних закладів для дітей в Тернопільській області)».
Проєкт передбачає реформування шести інтернатних закладів на Тернопільщині. Керівник проєкту — асоційований старший консультант «Оксфорд полісі менеджмент» Володимир Кузьмінський.
Протягом січня-квітня 2019 року Консультант у співпраці з органами виконавчої влади та органами місцевого самоврядування області і за участі неурядових організацій провів низку досліджень, зокрема щодо:
- стану догляду та виховання дітей, які отримують послуги в інтернатних закладах області,
- причин та механізмів потрапляння дітей до інституцій,
- наявності освітніх, медичних, соціальних, реабілітаційних послуг для вразливих дітей, сімей з дітьми за місцем їх проживання тощо.

Основні дані та висновки:
- в інституційних закладах області станом на 1 квітня 2019 перебуває 2443 вихованця, з них — 51,1 % на цілодобовому перебуванні.
- 520 дітей перебувають у цих закладах понад 3 роки,
- 92 % вихованців мають одного чи обох батьків, 8 % — статус дитини-сироти чи дитини, позбавленої батьківського піклування.
- середня вартість утримання однієї дитини в інтернатних закладах складає 79,6 тис. грн на рік,
- в обласному спеціалізованому будинку дитини вартість утримання однієї дитини складає 254,2 тис. грн.
- в інституційних закладах області працює 1732 працівників. З них 56 % — це педагогічний та медичний персонал, решта — адміністративний та технічний.
- потенціал системи надання соціальних послуг (в тому числі, реабілітаційних), спрямованих на підтримку, супровід вразливих сімей з дітьми, профілактику соціального сирітства, складає 113 надавачів.
- більшість послуг зосереджена в обласному центрі чи в містах обласного підпорядкування.
- у системі надання соціальних послуг зайнято 2557 спеціалістів. Це у середньому 1 спеціаліст на 124 особи, які належать до вразливих категорій населення, що унеможливлює здійснення своєчасних та ефективних заходів з підтримки сімей з дітьми, що опинилися у складних життєвих обставинах.
- в області недостатньо розвинуті послуги альтернативного сімейного догляду за дітьми, наприклад, прийомні сім'ї, дитячі будинки сімейного типу та сім'ї патронатних вихователів.

Для реформування системи інституційного догляду та виховання дітей в області утворена Міжвідомча робоча група. Для попередження направлення дітей до інтернатних закладів заплановано низку заходів, що сприятимуть підвищенню відповідальності органів виконавчої влади та місцевого самоврядування за захист дітей, підтримку вразливих сімей з дітьми, зменшенню залежності від інституційного догляду та виховання:
- Проведення протягом травня-червня 2019 зональних міжвідомчих семінарів з питань деінституціалізації, розвитку послуг для сімей з дітьми та механізмів прийняття рішень в найкращих інтересах дитини.
- Моніторинг становища сімей та родинного середовища, дітей, які цілодобово утримуються в закладах інституційного догляду. Вивчення ситуації щодо здатності батьків виховувати своїх дітей та забезпечувати їхню безпеку і розвиток у випадку повернення з інтернатного закладу.
- Перегляд порядку влаштування дітей до інституційних закладів обласної комунальної власності різного типу і підпорядкування на основі механізму гейткіпінгу (запобігання розміщення дітей в інтернатних закладах).
- Робота в об'єднаних територіальних громадах з питань розвитку послуг. Спонукання громад до введення посади фахівця із соціальної роботи.
- Підбір і підготовка професійних патронатних вихователів для вирішення проблеми тимчасового догляду за дитиною, яка потребує захисту.

За період з 1 січня 2019 року по 1 липня 2020 року завдяки проєкту в Тернопільській області кількість дітей в інтернатних закладах зменшилася на 35,5 %, тобто з 1407 до 908 дітей, які цілодобово там перебувають.